# Pośredni Granat
Die Mittlere Granatenspitze (polnisch Pośredni Granat) ist ein Berg in der polnischen Hohen Tatra mit einer Höhe von 2234 m n.p.m. Über seinen Gipfel führt der Höhenweg Orla Perć.

## Lage und Umgebung
Unterhalb des Gipfels liegen zwei Täler, die Dolina Buczynowa im Osten und die Dolina Czarna Gąsienicowa im Westen. 
Vom Gipfel der Südlichen Granatenspitze wird die Mittlere Granatenspitze durch den  Mittleren Sieczka-Sattel getrennt und von der Nördliche Granatenspitze  durch den Vorderen Sieczka-Sattel. Auf dem Gipfel ist es in der Vergangenheit zu zahlreichen tödlichen Stürzen gekommen. Die Ursache war oft das Verlassen des Höhensteigs durch die Wanderer, die sich in der Nähe des Gipfels verirrt haben.

## Tourismus
Wanderer, die sich auf den Höhenweg Orla Perć wagen, müssen über den Gipfel gehen. 

### Routen zum Gipfel
Auf den Gipfel führt ein Höhenweg und ein Wanderweg: 
- ▬ Der rot markierte Höhenweg Orla Perć vom Bergpass Zawrat über den Gipfel auf den Bergpass Krzyżne. Als Ausgangspunkt für eine Besteigung des Höhenwegs eignen sich die Berghütten Schronisko PTTK Murowaniec sowie Schronisko PTTK w Dolinie Pięciu Stawów Polskich.

## Belege
- Zofia Radwańska-Paryska, Witold Henryk Paryski, Wielka encyklopedia tatrzańska, Poronin, Wyd. Górskie, 2004, ISBN 83-7104-009-1.
- Tatry Wysokie słowackie i polskie. Mapa turystyczna 1:25.000, Warszawa, 2005/06, Polkart ISBN 83-87873-26-8.